# Camden (Ohio)
Camden és una vila dels Estats Units a l'estat d'Ohio. Segons el cens del 2000 tenia 2.302 habitants.

## Demografia
Segons el cens del 2000, Camden tenia 2.301 habitants, 897 habitatges, i 621 famílies. La densitat de població era de 722,6 habitants per km².
Dels 897 habitatges en un 37,5% hi vivien nens de menys de 18 anys, en un 52,6% hi vivien parelles casades, en un 11,5% dones solteres, i en un 30,7% no eren unitats familiars. En el 26,4% dels habitatges hi vivien persones soles el 12,7% de les quals corresponia a persones de 65 anys o més que vivien soles. El nombre mitjà de persones vivint en cada habitatge era de 2,57 i el nombre mitjà de persones que vivien en cada família era de 3,1.
Per edats la població es repartia de la següent manera: un 29,3% tenia menys de 18 anys, un 9% entre 18 i 24, un 29,8% entre 25 i 44, un 19,9% de 45 a 60 i un 11,9% 65 anys o més.
L'edat mediana era de 33 anys. Per cada 100 dones de 18 o més anys hi havia 85,6 homes.
La renda mediana per habitatge era de 30.085 $ i la renda mediana per família de 32.970 $. Els homes tenien una renda mediana de 23.610 $ mentre que les dones 22.640 $. La renda per capita de la població era de 14.551 $. Aproximadament el 6,7% de les famílies i el 9,1% de la població estaven per davall del llindar de pobresa.

## Poblacions properes
El següent diagrama mostra les poblacions més properes.